# 利寶互助保險
利寶互助保險（Liberty Mutual）於1912年在美國波士頓成立，是美国第三大的財產及意外保險公司。按2018年收入計算为财富500强中排名第75位。公司全球900多間分行共僱用了超過50,000名員工，業務覆蓋亞洲、歐洲及拉丁美洲。